# Calappa granulata
Espèce
Calappa granulata  est une espèce de crustacés décapodes marins de la famille des Calappidae de nom vernaculaire "Crabe honteux". Ce nom vient du fait que, lorsqu'ils sont menacés, ces crabes réagissent en couvrant leurs mandibules et leurs organes sensoriels avec leurs pinces fortement élargies.
Autres noms vernaculaires :
- Crabe granuleux
- Calappe migrane
- Migrane
- Pessie

Calappa granulata est présent dans les eaux de la mer Méditerranée. Assez rare, on peut en trouver parfois sur les étals des marchés. Sa carapace est de forme ovale et atteint une taille maximale de 9 cm. Il vit sous 30 à 150 cm de sable, les mandibules serrées les unes aux autres formant avec le bord frontal un canal respiratoire qui dépasse du substrat, ainsi que ses yeux.